# Труфаногорское сельское поселение
Труфаногорское се́льское поселе́ние или муниципальное образование «Труфаногорское» — упразднённое муниципальное образование со статусом сельского поселения в Пинежском муниципальном районе Архангельской области России.
Соответствует административно-территориальной единице в Пинежском районе —  Труфаногорскому сельсовету (с центром в деревне  Труфанова).
Административный центр — деревня Труфанова.

## География
Труфаногорское сельское поселение находилось в северной части Пинежского муниципального района. Крупнейшие реки поселения: Пинега, Нижня Поча, Верхняя Поча, Шилега, Юбра, Ёжуга, Копанец, Пежуга, Большая Ничуша, Себа, Сингус, Шестручей. Крупнейшие озёра: Хитозеро, Заозерье, Калгозеро, Великое, Межник, Лимозеро, Шестозеро.

## История
Муниципальное образование было образовано в 2006 году
1 июня 2016 года (Законом Архангельской области от 25 марта 2016 года № 408-24-ОЗ, территория упразднённого Труфаногорского сельского поселения была объединена с Пинежским сельским поселением с административным центром в посёлке Пинега.

## Население
| 2010 | 2011 | 2012 | 2013 | 2014 | 2015 | 2016 |
| ---- | ---- | ---- | ---- | ---- | ---- | ---- |
| 386  | ↘385 | ↘370 | ↘340 | ↘320 | ↘275 | ↘245 |

## Состав сельского поселения
В состав сельского поселения входили:
| №  | Населённый пункт | Тип населённого пункта          | Население |
| -- | ---------------- | ------------------------------- | --------- |
| 1  | Березник         | деревня                         | →0        |
| 2  | Вальтево         | деревня                         | ↗10       |
| 3  | Высокая          | деревня                         | →0        |
| 4  | Заозерье         | деревня                         | ↗2        |
| 5  | Конецгорье       | деревня                         | ↗3        |
| 6  | Матвера          | деревня                         | ↗169      |
| 7  | Михеево          | деревня                         | ↗33       |
| 8  | Печгора          | деревня                         | →6        |
| 9  | Подрадье         | деревня                         | ↗18       |
| 10 | Почезерье        | деревня                         | ↘1        |
| 11 | Труфанова        | деревня, административный центр | ↗345      |
| 12 | Усть-Поча        | деревня                         | ↗11       |
| 13 | Чикинская        | деревня                         | ↗10       |
| 14 | Юбра             | деревня                         | →0        |

### Карты
- [mapq38.narod.ru/map1/index125.html Топографические карты Q-38-125,126 — 1 : 100 000. Труфаново]
- [mapq38.narod.ru/map1/index123.html Топографические карты Q-38-123,124. Красная Горка]